# Rechthalten
Rechthalten is een gemeente en plaats in het Zwitserse kanton Fribourg, en maakt deel uit van het district Sense.

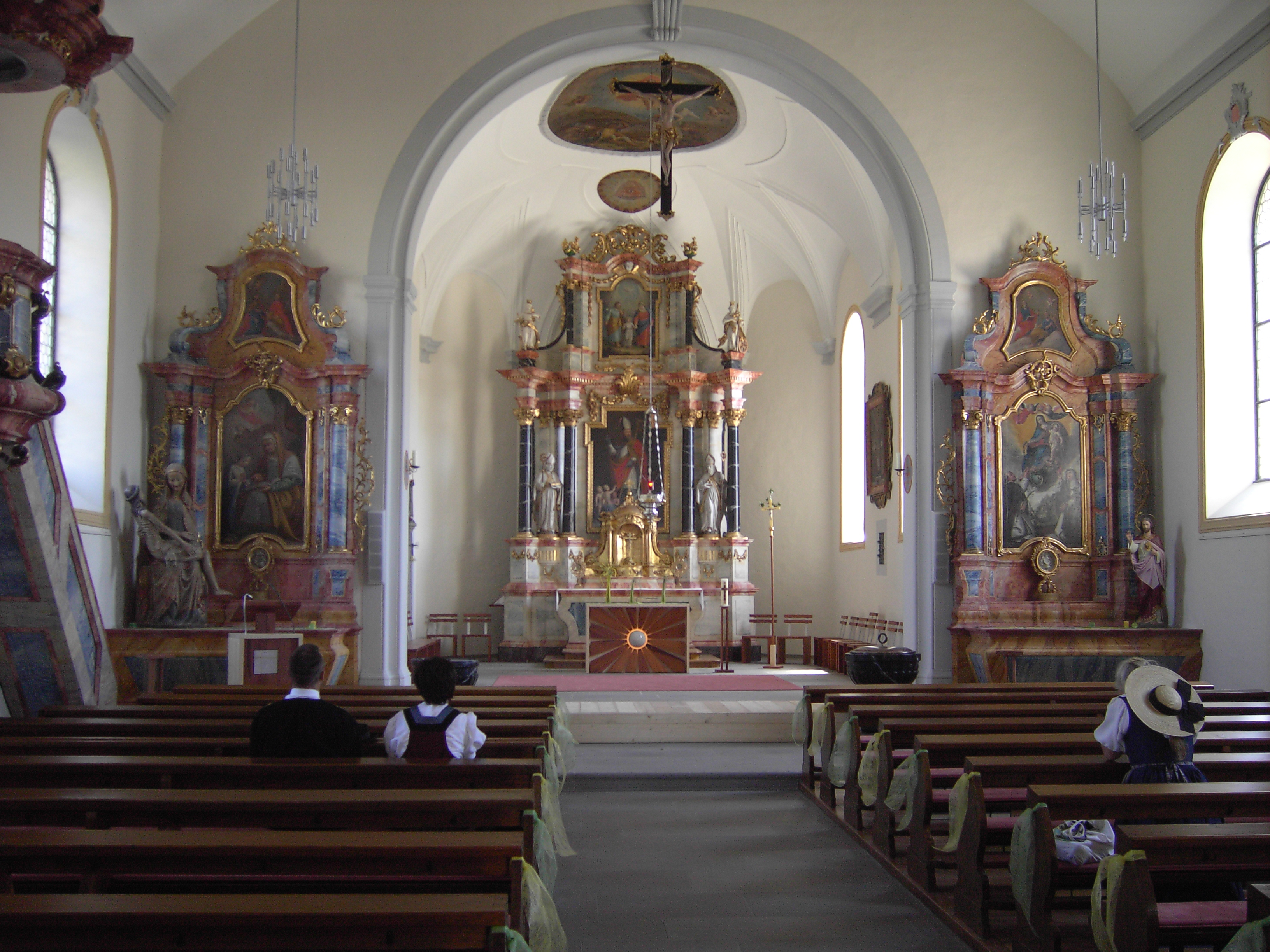
Interieur van de RK-kerk van Rechthalten

Rechthalten telt 1.066 inwoners.